# Grand Golliat (szczyt)
Grand Golliat (wł. Grand Golliaz; 3238 m n.p.m.) – szczyt w Alpach Pennińskich w masywie Grand Golliat. Szczyt wznosi się na granicy między Szwajcarią (kanton Valais) a Włochami (region Valle d'Aosta), na zachód od Wielkiej Przełęczy Św. Bernarda. Stanowi najbardziej na południe wysunięty punkt kantonu Valais.
Nazwa góry nie ma nic wspólnego z biblijnym Goliatem. W języku francuskim Grand oznacza „duży”. Drugi człon pochodzi od rzeczownika pospolitego la gouille (czyt. la guj), w innych regionach Sabaudii występującego w formie la goille (czyt. la goj), w dialekcie sabaudzkim języka franko-prowansalskiego (franc. arpitan) oznaczającego kałużę, ale także mały stawek, gliniankę, wyrobisko pożwirowe wypełnione wodą itp. depresje terenowe, zalane wodą. Szereg takich stawków górskich znajduje się na włoskich stokach góry.